# Murphysboro, Illinois
Murphysboro là một thành phố thuộc quận Jackson, tiểu bang Illinois, Hoa Kỳ. Năm 2010, dân số của thành phố này là 7970 người.

## Dân số
Dân số qua các năm:
- Năm 2000: 13295 người.
- Năm 2010: 7970 người.